# Pouteria grandiflora
Pouteria grandiflora là một loài thực vật thuộc họ Sapotaceae. Đây là loài đặc hữu của Brasil.

## Hình ảnh

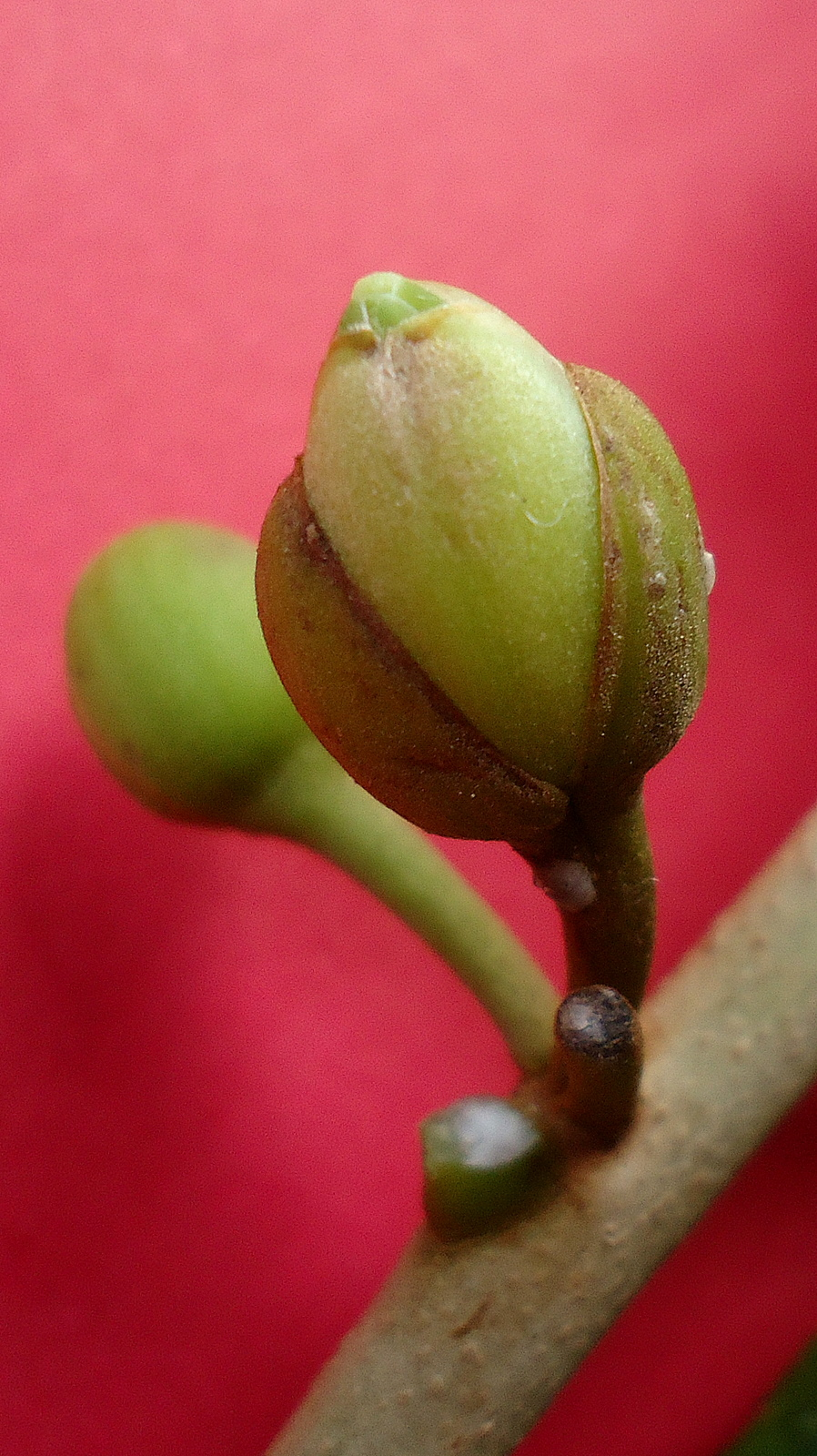
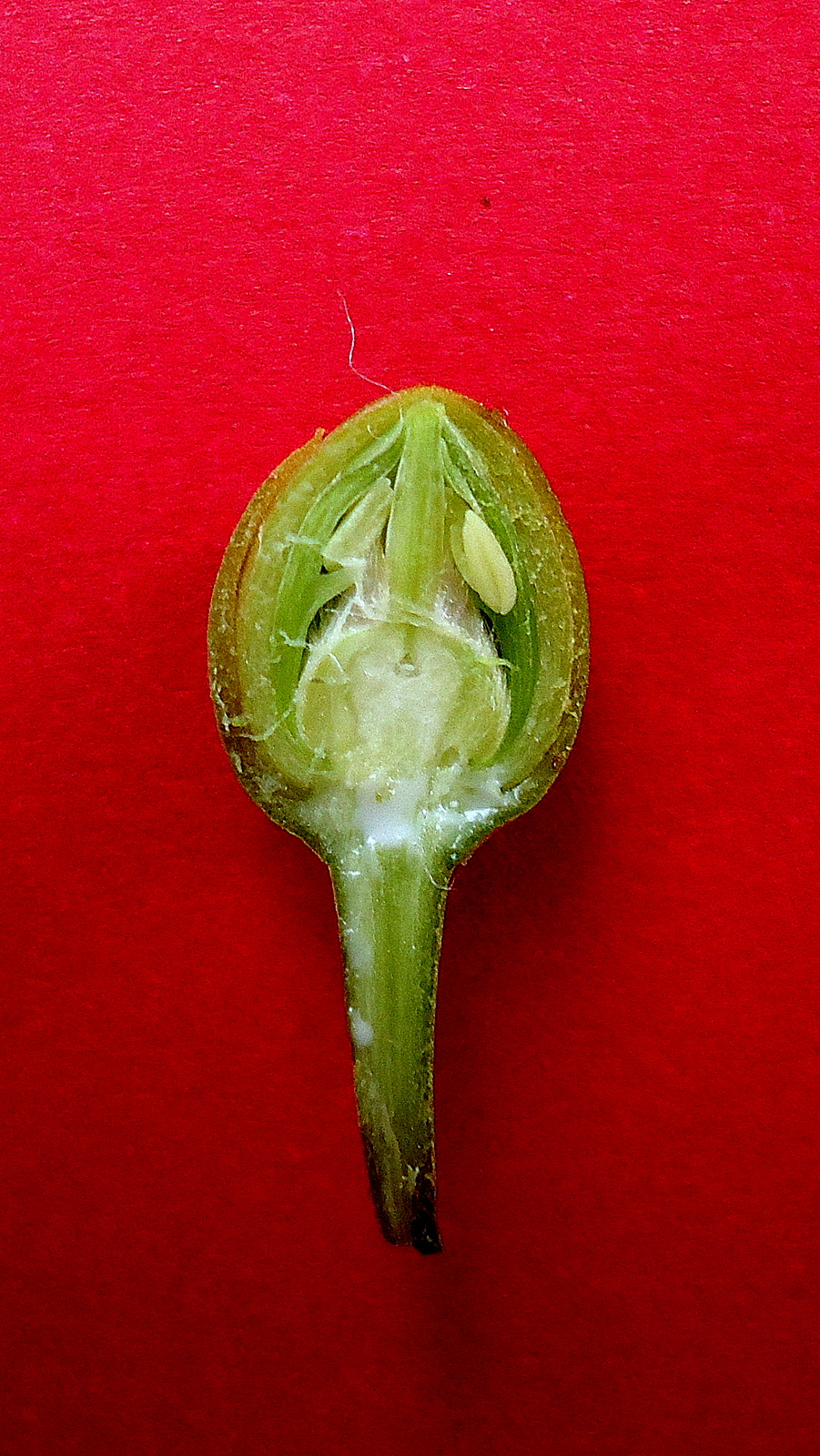